# Achim Wagner

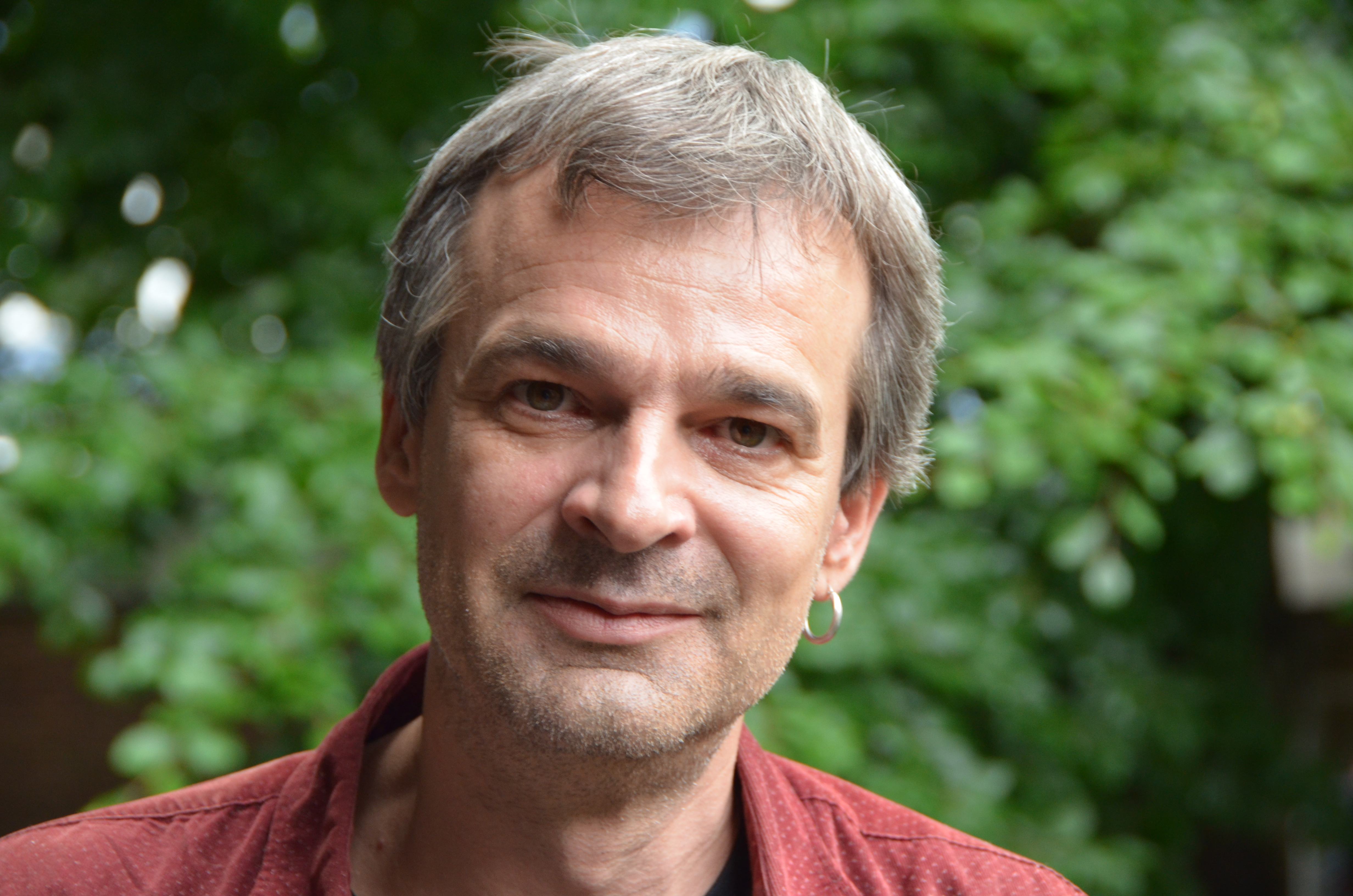
Achim Wagner, 2015

Achim Wagner (* 17. Juli 1967 in Coburg) ist ein deutscher Schriftsteller.

## Leben
Wagner studierte verschiedene Fachrichtungen in Würzburg. Von 1992 bis 1996 war er dort als freier Lektor und Korrektor tätig und pflegte seit 1993 zahlreiche Kooperationen mit Fotografen, Malern und Komponisten und fotografiert auch selbst. 1996 siedelte er nach Köln über. Seit 2011 lebt er in Berlin und Ankara.
Von 1997 bis 1999 war er Dramaturg bei verschiedenen freien Musiktheater-Produktionen, von 1998 bis 2000 Leiter des „Projekt Endstation“, das Literatur, Musiktheater und Bildende Kunst in Bahnhöfen veranstaltete. Er initiierte mehrere Literatentreffs und Lesereihen (z. B. parasiten im ARTheater der Parasitenpresse Köln), arbeitete bei Literaturzeitschriften mit (z. B. Surrogat – Zeitschrift für surrealistische Kunst und Literatur) und war Mitglied verschiedener Literaturgruppen und Autoreninitiativen (z. B. im „Roundabout“, einem virtuellen Dichterzirkel, und der „Rheinischen Brigade“, die er 2001 mitgründete).
1999 und 2002 verbrachte er längere Aufenthalte in Havanna, wo er auch auftrat. 2003 nahm er am Lyrikerzirkel „Die Freuden des jungen Konverter“ teil und war Gastmoderator beim lauter niemand literaturlabor in Berlin. Im Rahmen der „Dance 2004“ war er Dramaturg für die Tanzoper Traumtext (Text: Heiner Müller, Komposition: Helga Pogatschar) in München. 2005 gründete er zusammen mit Adrian Kasnitz und Enno Stahl die Lesebühne am Brüsseler Platz in Köln. 2012 wurde die Oper mystery - mach dir kein bild im Rahmen der 13. Münchener Biennale uraufgeführt.

## Werke (Auswahl)
Achim Wagner schreibt Gedichte, Essays, Erzählungen, Romane und Libretti. Seit 1984 hat er in zahlreichen Anthologien, Literaturzeitschriften und Tageszeitungen veröffentlicht, etwa der Süddeutschen Zeitung, der Augsburger Allgemeinen und der Berliner Morgenpost. Im Jahr 2013 hat Wagner einen Band in türkischer Sprache geschriebener Gedichte in der Türkei veröffentlicht.
- the yellow lady, Lyrik-Libretto für Musiktheater, Komposition: Ralf Werner, UA: Lutherkirche, Köln, 1997.
- borderline, Lyrik-Libretto für Musiktheater, Komposition: Ralf Werner, UA: Hufeisen, Germersheim, 1998.
- blinder fisch. super 8 roman, edition sisyphos, Köln, 1998.
- die grüne handtasche, Kurzhörspiel, WDR, 1998
- niemandem dieser tag, Gedichte, Parasitenpresse, Köln, 2000
- Kubanische Tage, Roman, Aarachne Verlag, Wien, 2001
- Anna beats, Gesänge, edition roadhouse, Hannover, 2004
- Shesha, Erzählung, SuKuLTuR, Berlin, 2004 (Reihe „Schöner Lesen“, Nr. 23), ISBN 3-937737-26-X
- Manöverkritik, Libretto, Komposition: Helga Pogatschar, UA: Reaktorhalle, München, 2005
- Wasser Fluchten, Prosa, Parasitenpresse, Köln, 2006
- vor einer ankunft, Gedichte, Yedermann Verlag, Riemerling bei München, 2006
- Peep!, Libretto, Komposition: Helga Pogatschar, Regie/Bühne: Sebastian Hirn, UA: Muffathalle, München, 2007
- Stainless Safari, Libretto, Komposition: Helga Pogatschar, UA: Bayerische Akademie der Schönen Künste, München, 2008
- flugschau, Gedichte, [SIC] – Literaturverlag, Aachen/Zürich, 2011
- mystery - mach dir kein bild, Libretto, Komposition: Helga Pogatschar, UA: Schwere Reiter, München, 2012
- hafif coğrafya, Gedichte, Nika Yayınevi, Ankara 2013
- Şiir sokakta, Fotoband, Nika Yayınevi, Ankara 2014
- Gezi'den Soma'ya - Hayat Sokakta, Fotoband, Nika Yayınevi, Ankara 2014
- zwischen grün und halb sechs, Gedichte, Gedichte, hochroth Verlag, Berlin 2017

## Ausstellungen
- leichte geographie - anlegestelle ankara im Ausstellungsraum der Technischen Universität des Nahen Ostens
- hafif coğrafya ankara iskelesi im Ausstellungsraum der Technischen Universität des Nahen Ostens

## Auszeichnungen (Auswahl)
- 2000: Nominierung für den Literaturförderpreis des Landes Nordrhein-Westfalen
- 2003: Artist in Residence der Stiftung Starke, Berlin
- 2005: Nominierung für den Peter-Huchel-Preis
- 2006: Stipendium der Stadt München für das Künstlerhaus Villa Waldberta
- 2006: Arbeitsstipendium des Landes Nordrhein-Westfalen
- 2007: Stipendium Künstlerdorf Schöppingen
- 2007: Auslandsstipendium des Landes Nordrhein-Westfalen
- 2009: Arbeitsstipendium der Kunststiftung NRW
- 2009: Istanbul-Stipendium (Atelier Galata) der Kunststiftung NRW
- 2010: Stipendium für das Stuttgarter Schriftstellerhaus
- 2011: Arbeitsstipendium der Kunststiftung NRW
- 2012: Stipendium der Stadt München für das Künstlerhaus Villa Waldberta
- 2016: Gastautor der Bundesrepublik Deutschland bei der 35. Istanbuler Buchmesse
- 2017: Landeskundliches Reisestipendium des Deutschen Übersetzerfonds für Zypern